# Тимофеев, Владимир Фролович
Владимир Фролович Тимофеев (род. 1937) — советский и российский шахматист, мастер спорта СССР (1967).
Неоднократный чемпион Калуги и Калужской области. Первый мастер спорта СССР по шахматам в Калуге. Звание мастера получил после победы в квалификационном матче с А. Н. Чистяковым.
В составе сборной РСФСР победитель 1-го командного чемпионата СССР по переписке (1966—1968 гг.; выступал на 10-й доске, набрал 7 очков в 10 партиях).
Окончил физико-математический факультет КГПУ им. Циолковского. Работал в КГПУ преподавателем физики. Позже перешел на тренерскую работу. Воспитал международных мастеров И. Каличкина, А. П. Провоторова, Р. М. Гаглошвили и др.
Я. В. Дамский характеризовал Тимофеева как «шахматиста на редкость упорного, даже упрямого, подкованного в теоретическом отношении и смелого в осложнениях». Партию, которую международный мастер Р. Г. Нежметдинов выиграл у Тимофеева в полуфинале командного чемпионата РСФСР (Ленинград, 1969 г.), Дамский назвал последним шедевром Нежметдинова.